# Emanuele Zuelli
Emanuele Zuelli (Merano, 22 novembre 2001) è un calciatore italiano, centrocampista della Carrarese.

## Caratteristiche tecniche
Centrocampista abile nell'impostazione del gioco, dinamico e dotato di un buon tiro, è bravo negli inserimenti offensivi e in fase di interdizione; può essere impiegato sia come mediano che come mezzala.

## Carriera

### Club
Cresciuto nel settore giovanile del Chievo, il 23 gennaio 2020 firma il primo contratto professionistico con i gialloblù, valido fino al 2024; esordisce in prima squadra il 23 febbraio 2020, nella partita di Serie B vinta per 0-1 contro il Pordenone. Rimasto svincolato dopo l'esclusione degli scaligeri dalla serie cadetta, il 9 agosto 2021 viene tesserato dalla Juventus U23, con cui firma un biennale.
Il 31 gennaio 2023 si trasferisce a titolo definitivo al Pisa. Il 23 agosto seguente viene ceduto in prestito alla Carrarese, con cui conquista una storica promozione in Serie B, che mancava agli apuani da 76 anni.. Il 17 luglio 2024 viene acquistato a titolo definitivo dai giallazzurri, con cui firma un biennale.

### Nazionale
Ha giocato nelle nazionali giovanili italiane Under-19 ed Under-20.

## Statistiche

### Presenze e reti nei club
Statistiche aggiornate al 13 maggio 2025.
| Stagione                 | Squadra                  | Campionato               | Campionato | Campionato | Coppe nazionali | Coppe nazionali | Coppe nazionali | Coppe continentali | Coppe continentali | Coppe continentali | Altre coppe | Altre coppe | Altre coppe | Totale | Totale |
| Stagione                 | Squadra                  | Comp                     | Pres       | Reti       | Comp            | Pres            | Reti            | Comp               | Pres               | Reti               | Comp        | Pres        | Reti        | Pres   | Reti   |
| ------------------------ | ------------------------ | ------------------------ | ---------- | ---------- | --------------- | --------------- | --------------- | ------------------ | ------------------ | ------------------ | ----------- | ----------- | ----------- | ------ | ------ |
| 2019-2020                | Chievo                   | B                        | 8+2        | 0          | CI              | 0               | 0               | -                  | -                  | -                  | -           | -           | -           | 10     | 0      |
| 2020-2021                | Chievo                   | B                        | 14+1       | 0          | CI              | 1               | 0               | -                  | -                  | -                  | -           | -           | -           | 16     | 0      |
| Totale Chievo            | Totale Chievo            | Totale Chievo            | 22+3       | 0          |                 | 1               | 0               |                    | -                  | -                  |             | -           | -           | 26     | 0      |
| 2021-2022                | Juventus Next Gen        | C                        | 32+5       | 1          | CI-C            | 3               | 0               | -                  | -                  | -                  | -           | -           | -           | 40     | 1      |
| 2022-gen. 2023           | Juventus Next Gen        | C                        | 12         | 0          | CI-C            | 2               | 0               | -                  | -                  | -                  | -           | -           | -           | 14     | 0      |
| Totale Juventus Next Gen | Totale Juventus Next Gen | Totale Juventus Next Gen | 44+5       | 1          |                 | 5               | 0               |                    | -                  | -                  |             | -           | -           | 54     | 1      |
| gen.-giu. 2023           | Pisa                     | B                        | 5          | 0          | CI              | -               | -               | -                  | -                  | -                  | -           | -           | -           | 5      | 0      |
| 2023-2024                | Carrarese                | C                        | 28+7       | 3          | CI-C            | 1               | 0               | -                  | -                  | -                  | -           | -           | -           | 36     | 3      |
| 2024-2025                | Carrarese                | B                        | 33         | 2          | CI              | 2               | 0               | -                  | -                  | -                  | -           | -           | -           | 35     | 2      |
| Totale Carrarese         | Totale Carrarese         | Totale Carrarese         | 61+7       | 5          |                 | 3               | 0               |                    | -                  | -                  |             | -           | -           | 71     | 5      |
| Totale carriera          | Totale carriera          | Totale carriera          | 132+15     | 6          |                 | 9               | 0               |                    | -                  | -                  |             | -           | -           | 156    | 6      |